# キャスリーン・メアリー・ドリュー＝ベーカー
キャスリーン・メアリー・ドリュー＝ベーカー（Kathleen Mary Drew-Baker、1901年11月6日 - 1957年9月14日）はイギリスの藻類学者である。海苔（ノリ）養殖に必要な「人工採苗」技術の開発に大きな貢献をし、日本の海苔産地では「海苔養殖の母」などと呼ばれている。
ランカシャーのリー（Leigh）で生まれた。マンチェスター大学で海藻の研究を行った。1922年から1957年の間、マンチェスター大学で植物学の講師を務めた。イギリス藻類学会（British Phycological Society）の創立者の一人で、初代会長を務めた。

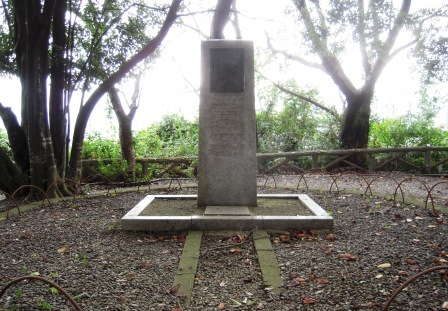
住吉自然公園の顕彰碑

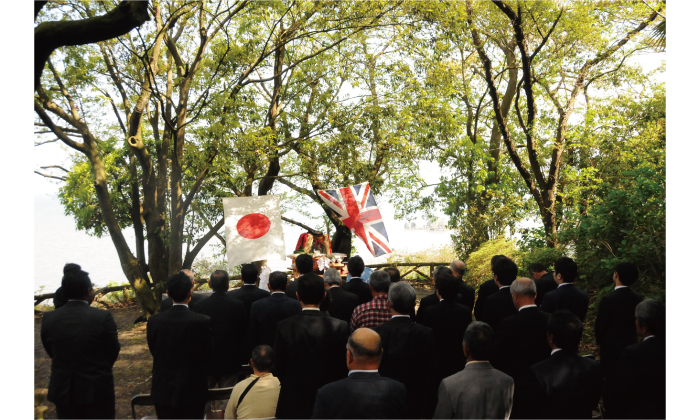
ドゥルー祭

ドリューはノリの生活史研究において、海岸でノリの糸状体をカキの貝殻の中に発見し、それまで知られていなかったノリが夏をどのように過ごすのかを明らかにした。親交のあった藻類学者、九州大学瀬川宗吉に手紙で知らせ、それをヒントに瀬川や、熊本県水産試験場研究員の太田扶桑男らが研究を進め、1953年頃までに海苔の人工養殖技術を完成させた。ノリはウェールズでも伝統的な食材として使われていた（en:Laverbread参照）。
ドリューの功績を顕彰するために海苔養殖業者は寄付を集め、有明海を望む宇土市の住吉神社に1963年に漁民たちの少額の寄付の積み重ねによって顕彰碑が建てられた。碑の除幕式には、福岡県や佐賀県からの来訪者も含め45人が参集。以後、毎年4月14日に碑の前でドリュー祭（ドゥルー祭）が開かれている。この日取りは、住吉神社大祭期間中で、ドリューの月命日である14日を選んだものである。
2001年には、彼女の生誕100周年ということで、彼女の息子と娘がこの式典に招待された。